# Psalm miłości
Psalm nadziei – trzeci z Psalmów przyszłości napisany przez Zygmunta Krasińskiego w latach 1844–1845.

## Okoliczności powstania utworu
W liście z maja 1844, pisanym do Adama Sołtana, Krasiński wyraża głęboką niewiarę w teorię o nadchodzącej erze terroryzmu. Uważa taki pogląd za dobry na kapuściane serca. Jego własne przekonanie o zbliżającym się przedświcie nowej epoki czynią dlań niemożliwą rewolucję społeczną. Nawet jesienią tego roku, gdy docierają do niego informacje o rozruchach chłopskich w Radomskiem i Lubelskiem, o aresztowaniach i represjach związanych ze spiskiem księdza Ściegiennego, uważa je za perfidną robotę carską, mającą na celu zniszczenie polskiej szlachty. Stopniowo jednak poeta zmienia swój pogląd, a przełomowe znaczenie dla tego procesu ma lektura pracy Henryka Kamieńskiego, wydanej pod pseudonimem Filareta Prawdoskiego O prawdach żywotnych narodu polskiego. Praca ukazała się wiosną 1844. Nie wiadomo kiedy poeta się z nią zapoznał. Pierwszą wzmiankę o niej czyni w liście do Jerzego Lubomirskiego z 10 listopada. Niewątpliwie znał ją już na przełomie 1844 i 1845, kiedy rozpoczął pracę nad poematem.
Pierwsza redakcja utworu nosiła tytuł Prawdy żywotne i liczyła sobie 113 wersów. Jej celem była odpowiedź na książkę Kamieńskiego. Poeta przeciwstawia w nim demokratycznym prawdom swoje stanowisko, wskazując na żywotność żywiołu szlacheckiego. Początkowo utwór zamykała strofa: Oni tylko – wierzcie oni, / Z Bogiem w sercu, z szablą w dłoni / Nitkę dziejów z ducha przędą / I czym w polskim życiu byli, / I czym stali, i w co bili, / Tym też w dziejach Polski będą. Przy ostatecznym opracowaniu utworu, gdy zrodziła się koncepcja cyklu psalmów, powstała konieczność usunięcia tej strofy i rozbudowania zawartej w niej myśli. Pełny kształt utwór uzyskał na wiosnę 1845. Ostateczna jego wersja liczy 432 wersy. 

## Treść
Trzeba podnieść kord przeciw piekłu, a nie nakłaniać Lud do mordowania Szlachty. Gdy duch ludzki się budzi, wierzy w przemoc, lecz nastał czas, by pojąć Bożą wolę: rzeź nie jest czynem. Potrzeba przemienienia przez miłość, połączenia duszy i ciała: Szlachty z Ludem, aby się narodził jeden Duch: wielki polski naród. Kto chce zwalczać diabła diabelskimi środkami, stał się Moskalem z ducha. Szata Polski leżącej w grobie jest nieskalana, kto zamieni mękę w zbrodnię, przekuwając kajdany na nóż, będzie przeklęty. Geniusze, tacy jak Cezar czy Napoleon nigdy nie torowali sobie drogi przez mordy i katusze. Rzeź wybierały tylko miernoty w rodzaju Mariusza czy Robespierre'a. Lud do boju może poprowadzić tylko Szlachta: walcząca, zabijana w boju, gnana na Sybir.
Nik nie jest bez winy, tylko Syn Człowieczy. Winy jednak winny się zmazać. Wskutek rozbioru bowiem, jak feniks, odrodził się ptak nowy, który kąsa carskiego dwugłowego orła. Po całym globie polska Szlachta zostawiła siew swojej krwi. Bez iskry natchnienia z nieba, którą przyniosła, Lud byłby martwy. Przechowawszy wiernie życie, stała się kapłanem Ludu, który chce podnosić w górę, bo celem światów jest uszlachetnianie. Tak Bóg stwarza świat: od martwego kamienia po człowieka, który ku aniołom wznosi głowę. Kto zmierza w przeciwnym kierunku, ten zbudzi uśpionych ku zezwierzęceniu. Przyczyną zatrucia umysłów są kajdany. Przywłaszczyciel przez ogrom cierpienia sieje kłamstwo, zamienia zbrodnię w cnotę. 
Poeta sprzeciwia się tym złudnym marom. Być Polakiem oznacza żyć bosko i szlachetnie. Demagodzy twierdzą, że cel wielki oczyszcza podłe drogi, że wszechmiłość warta jest zbrodni. Wszystkie zwierzęta świata chcą Polskę zmienić w zwierzę u stóp jej Golgoty, by nie zabłysła zmartwychwstaniem i by została po niej tylko brudna szmata i ciemność wśród Słowian. Straszne są postacie tych bezbożników. Pod żebrami noszą węże plugawe. Chętnie by rozdarli ukrzyżowaną. Polska jednak stoi przed progiem zwycięstwa. Kiedy ujawni się, że jest wiecznym wrogiem złego, prysną pęta śmierci.
Najsroższy bój przychodzi na ostatek. Gdy Polska pokona ból, wstanie królową. Z własną krwią u łona stanie przed Bogiem. Wschód jest dziś miejscem jej walki z carem. Dziesięć Ludów miłośnie spojrzy w jej oblicze. Ona przyniesie oddech Pana. Z Ludów stworzy narody i stanie się ich ideałem.
Trzeba podnieść kord przeciw piekłu, a nie nakłaniać Lud do mordowania Szlachty. Porzucić hajdamackie noże, by nie uradować Carycy w grobie; by nie rozbić poprzez zbrodnie celu wieków. Trzeba porzucić noże, jeśli się wierzy, że Bóg nadal kieruje losami świata, by gdy minie oznaczony czas, zmartwychwstała Polska nie przeklinała zbójców. A gdy nadejdzie pora żniw trzeba chwycić za broń i wzniecić święty bunt, w którym legnie wróg i pękną mury więzień. Patrzący Bóg nie odwróci wtedy twarzy.